# ツァスタバ M76
ツァスタバ M76（クロアチア語: Zastava M76、セルビア語: Застава М76）とは、ユーゴスラビアのツァスタバ・アームズがAK-47をベースに設計した狙撃用ライフルである。

## 概要
ツァスタバ M76（以後、M76と呼称）は、1970年代に歩兵小隊を援護する選抜射手（マークスマン）用に設計開発され、ユーゴスラビア人民軍に配備された。
M76の運用思想は基本的にソ連製のドラグノフ狙撃銃と同じであるが、銃本体の外見や内部メカニズム、銃床から独立したピストルグリップや上下に分割可能なハンドガード、ガスピストンとボルトキャリアーを一体化させたロングストロークピストン方式など、AKMに類似したものになっている。レシーバーはAK-47に類似した削り出し加工で製造されている。
使用する弾薬は東側で一般的な7.62x54mmR弾ではなく、ドイツで設計された7.92x57mm弾を使用する。ユーゴスラビアでは第二次世界大戦後にドイツから戦争賠償として接収したKar98kやMG42機関銃の製造設備を利用してそれぞれのクローンであるツァスタバ M48やM53を生産していた関係で、その弾薬である7.92x57mm弾も生産していたためである。ただし、輸出用に7.62x54mmR弾仕様や7.62mm NATO弾仕様も生産されている。

### 照準器
照準器は銃本体に取り付けられた照門・照星と、光学照準器の二種類が存在する。照門はAK系ライフルでは一般的なタンジェント・サイト方式で、1,000mまでの目盛りが付いている。
レシーバー左側面にワルシャワ条約機構で一般的なアリ継ぎ式（dovetail）のレールが設けられており、これを介して光学照準器もしくは暗視式照準器を銃上側に取り付ける。
M76用としては最も一般的な光学照準器であるZRAK M-76 4x 5°10’は、形状および照準器内部の照準線レイアウトがソ連・ロシア製PSO-1やルーマニア製LPS 4x6° TIP2 4x24に類似している。照準線の蛍光光源にはトリチウムが用いられているが、放射性崩壊によって光量が徐々に低下するため、8~12年が寿命となる。

### 実戦使用

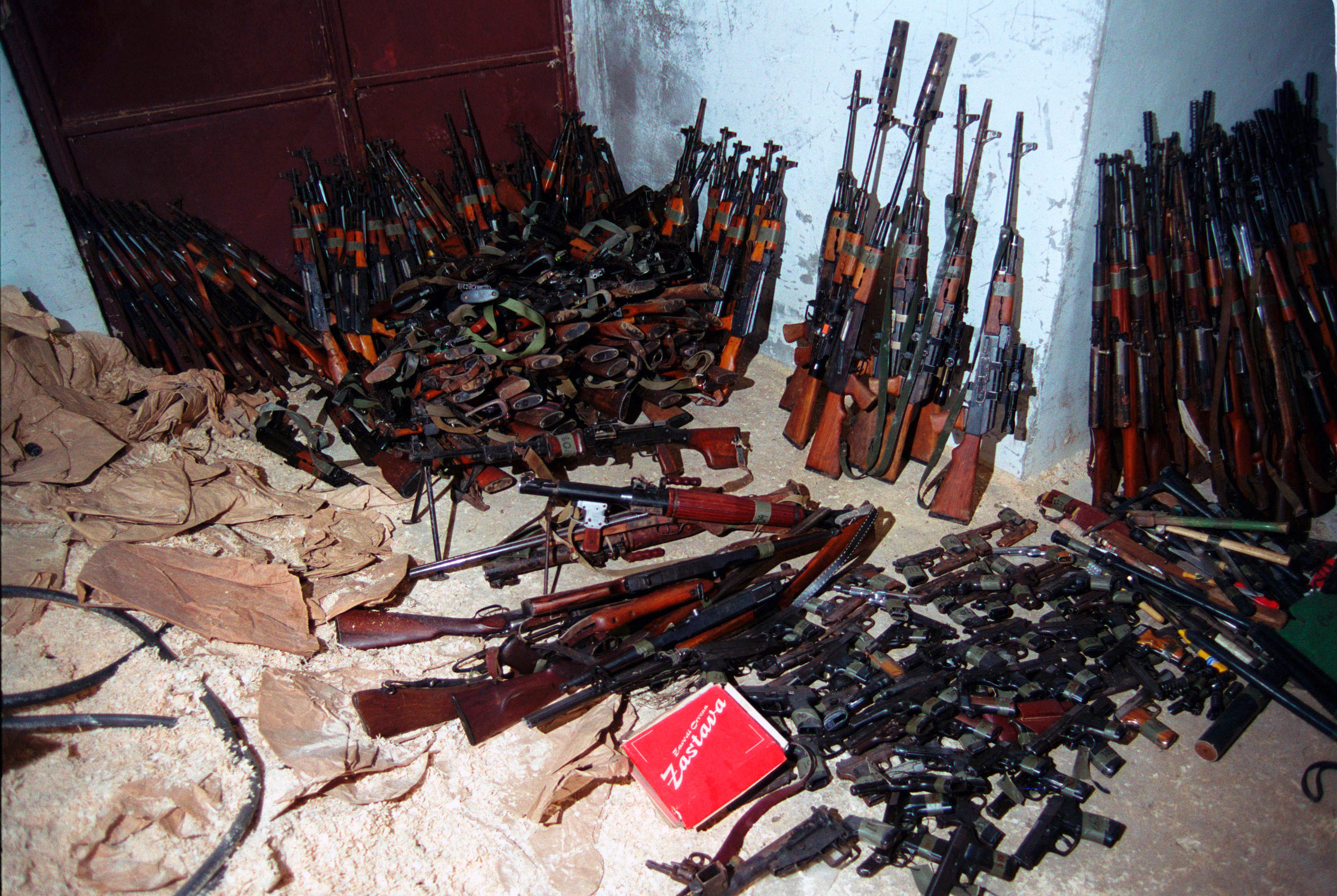
コソボ解放軍から接収された小火器。M76も多数確認でき、サプレッサーを装着したものもある。

M76は旧ユーゴスラビア以外では、朝鮮民主主義人民共和国でライセンス生産されており、朝鮮人民軍に配備・使用されている。
ユーゴスラビア紛争では十日間戦争からコソボ紛争まで、旧ユーゴスラビア構成国において広く使用された。セルビアでは7.62x54mmR弾を使用し、レシーバーの製造方法をM70B1アサルトライフルに準じた鋼板プレス加工に変更、よりドラグノフ狙撃銃に類似した形状となったツァスタバ M91に更新されて退役した。

## ギャラリー

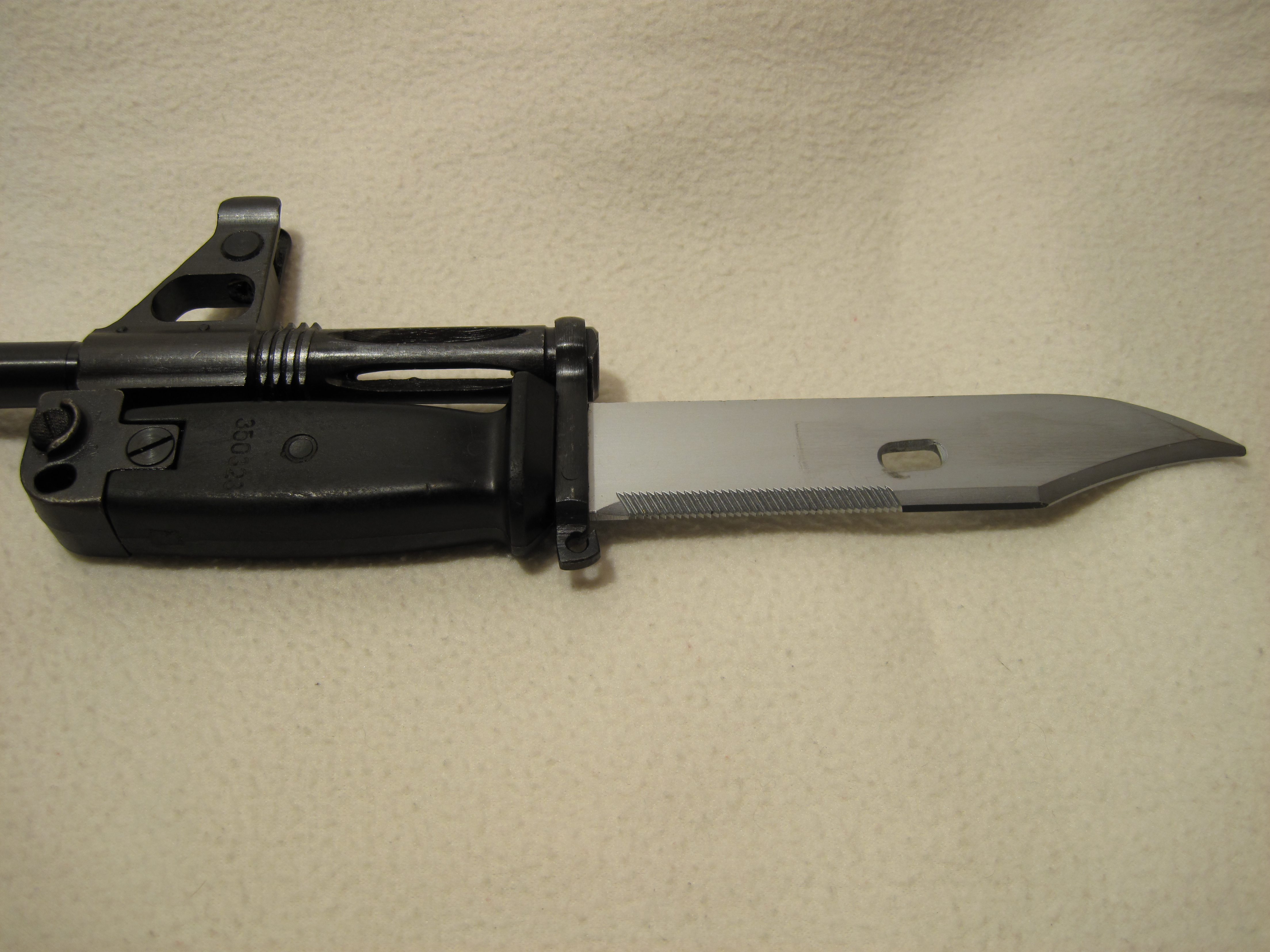
ツァスタバ M76のフラッシュハイダーと、銃口部分に装着された銃剣
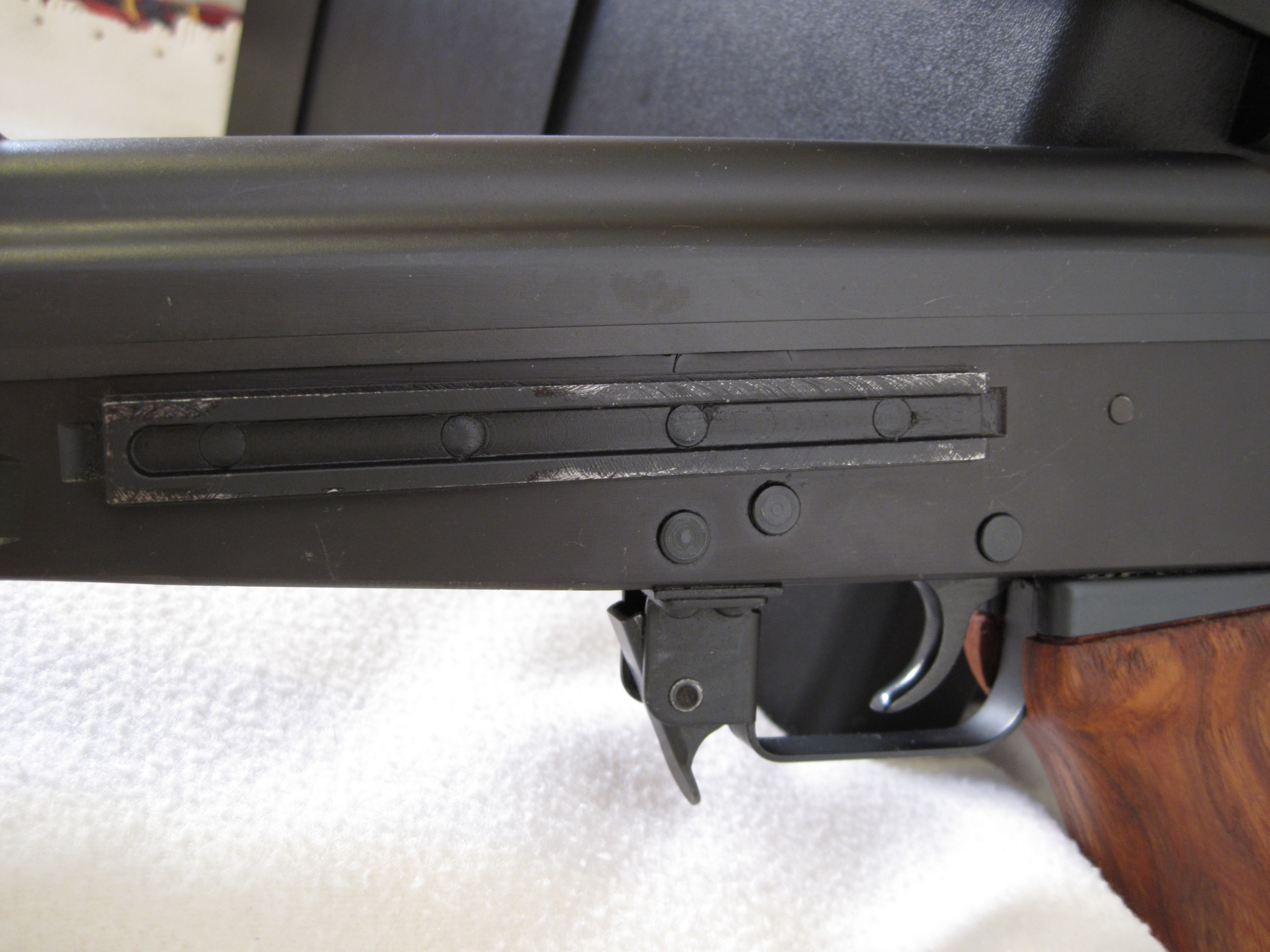
ツァスタバ M76のアリ溝式レール（Dovetail Rail）
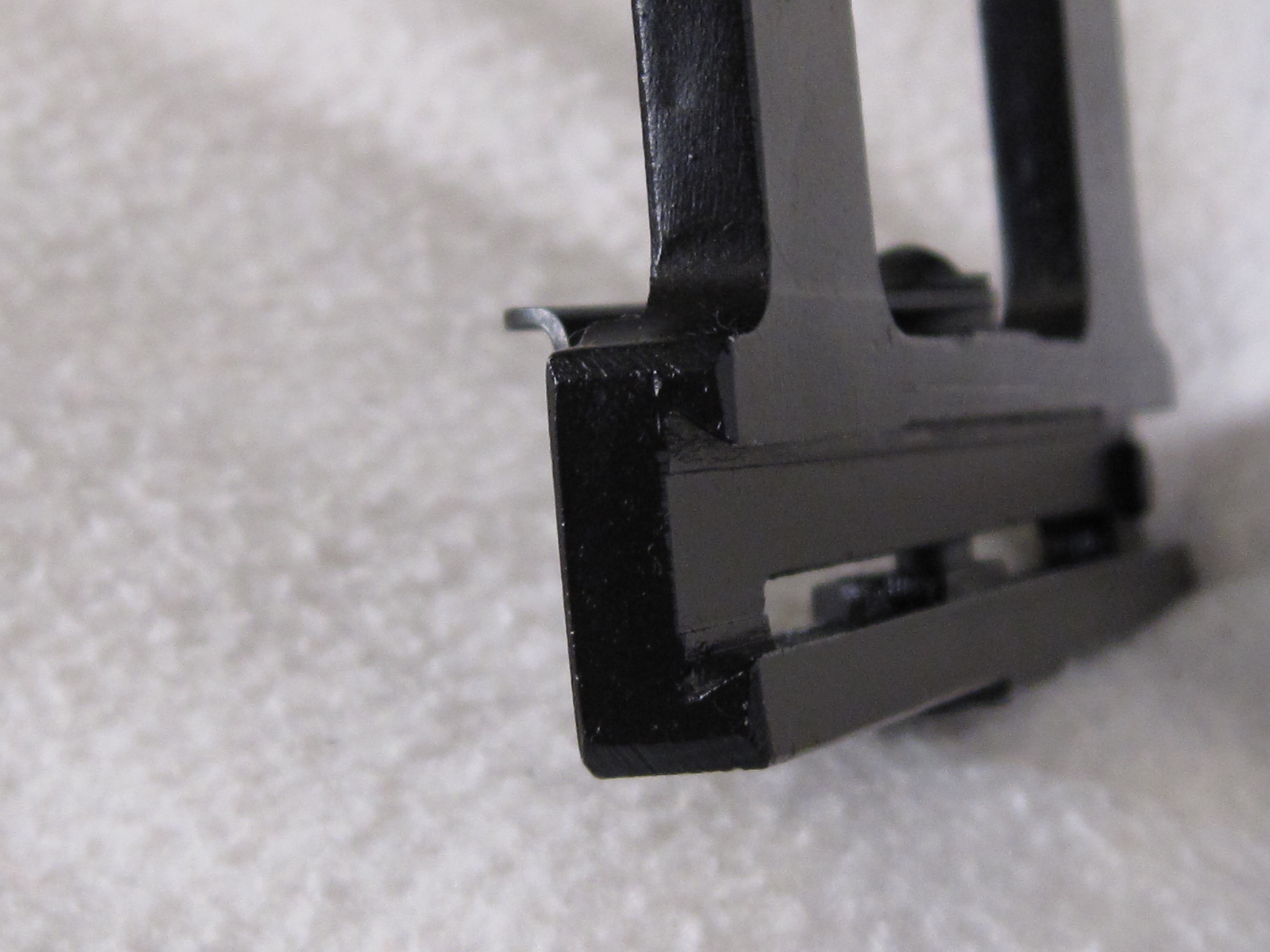
スコープマウント側のアリ溝式レール。
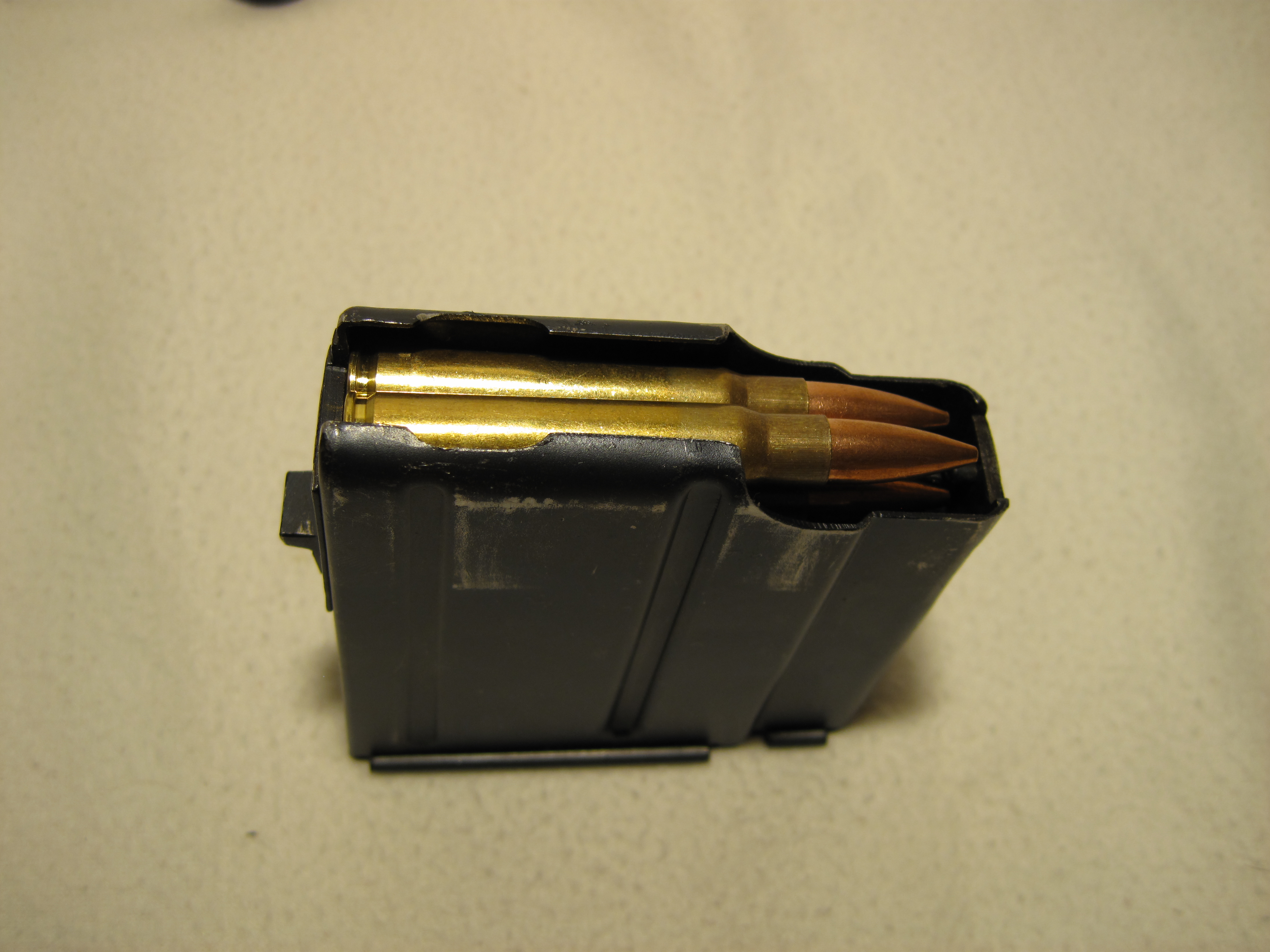
ツァスタバ M76のマガジン。
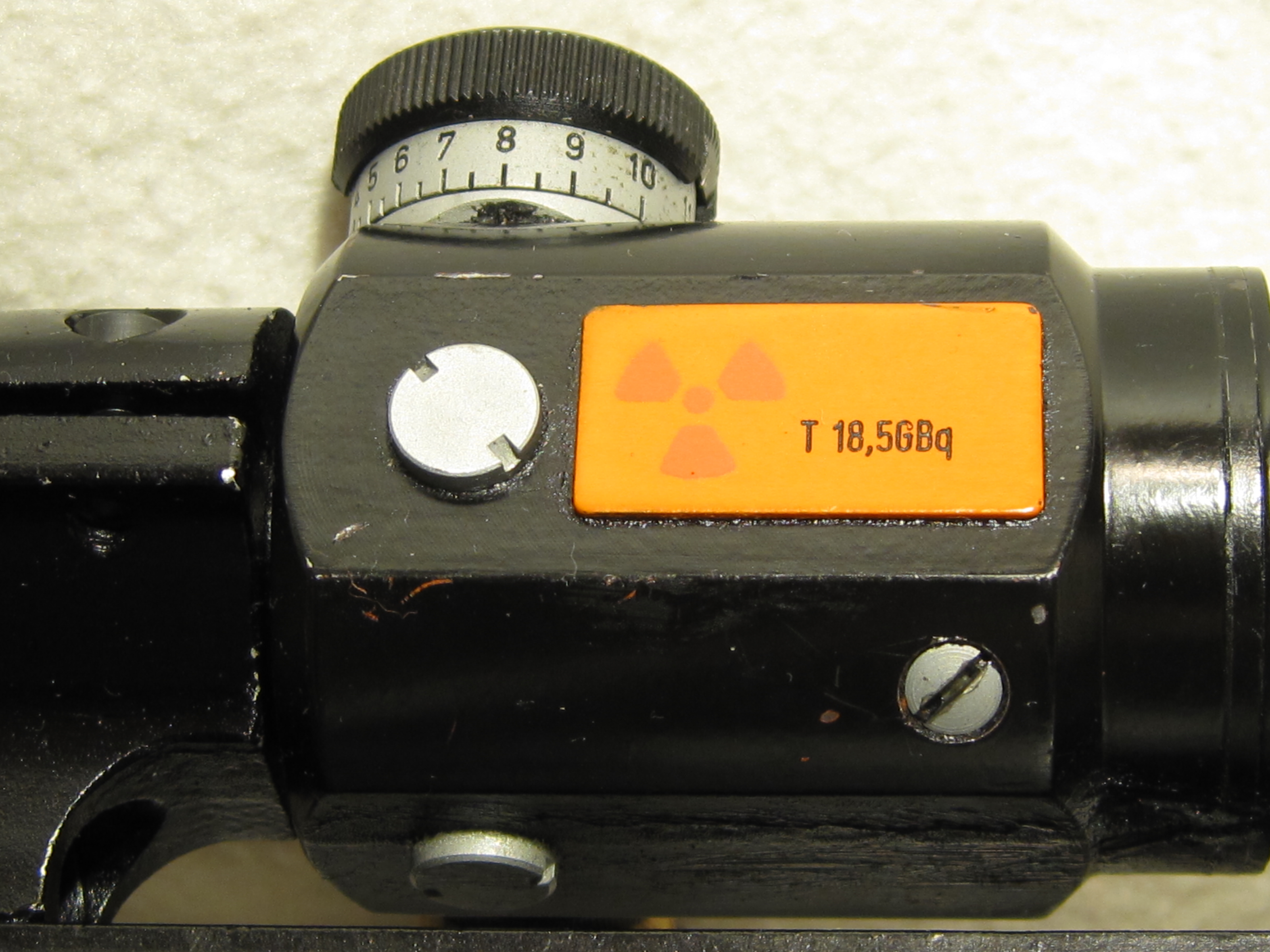
ツァスタバ M76用の照準器、ZRAK M-76に表示された、トリチウム使用の警告。
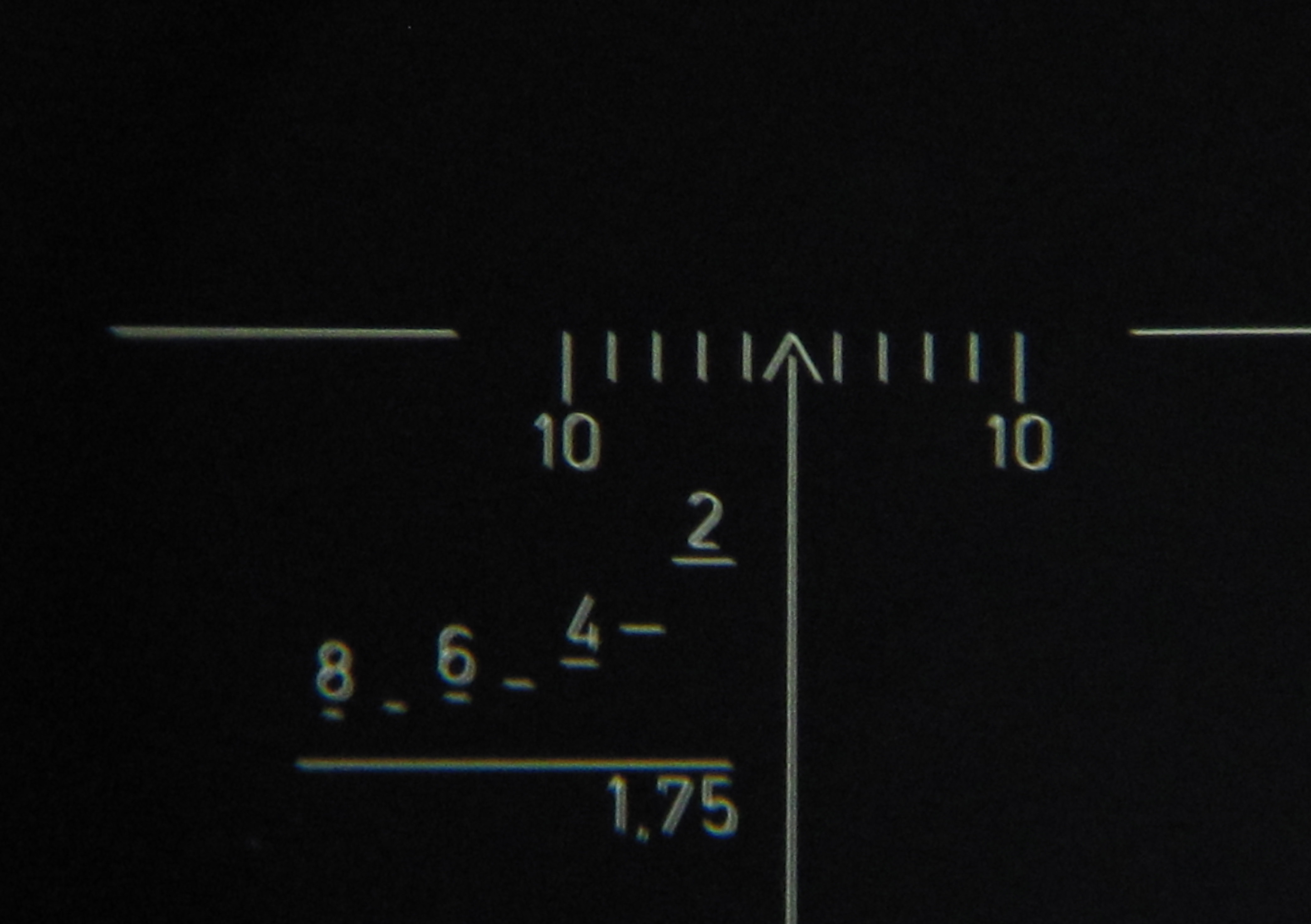
ZRAK M-76の照準線。トリチウムによって、暗環境下でも容易に視認可能。

## 登場作品
- 『ギルティクラウン』
- 『ドールズフロントライン』